# Международный союз церквей евангельских христиан-баптистов

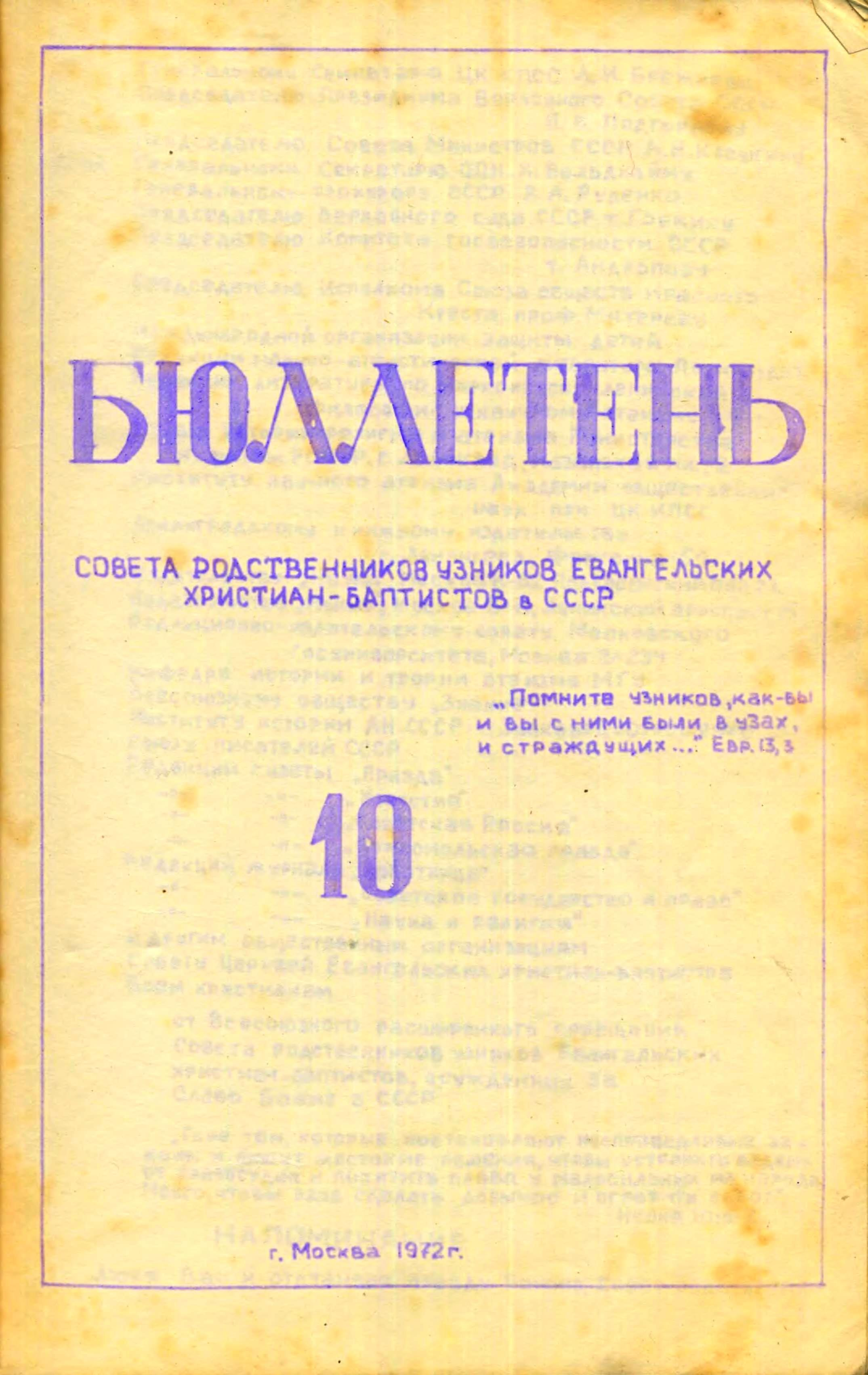
Обложка нелегального журнала «Бюллетень Совета родственников узников евангельских христиан-баптистов» (1972 год). Первые номера журнала изготавливались вручную. Бюллетень распространял свежую информацию о преследованиях верующих.

Международный союз церквей евангельских христиан-баптистов — объединение церквей евангельских христиан-баптистов, существующее с 1961 года.

## История
1960 год — в период Хрущёвской антирелигиозной кампании ВСЕХБ принял два нормативных документа, регулирующих церковную жизнь: «Новое положение ВСЕХБ» и секретное «Инструктивное письмо старшим пресвитерам», которые, в русле требований властей, ограничивали деятельность местных общин ЕХБ. Несмотря на секретность «Инструктивного письма», его положения стали известны ряду членов общин ЕХБ. А. Ф. Прокофьев, Г. К. Крючков, Г. П. Винс и другие восприняли «Новое положение» и «Инструктивное письмо» как свидетельство вероотступничества руководства ЕХБ и создали «Инициативную группу» для отмены данных документов и созыва всесоюзного съезда из представителей общин для разрешения многих назревших духовных и управленческих вопросов.
25 февраля 1962 года «Инициативная группа» преобразована в Оргкомитет по созыву всесоюзного съезда ЕХБ. Поскольку добиться съезда, представляющего все общины ЕХБ в СССР, так и не удалось, после уведомления властей СССР и руководства ВСЕХБ было принято решение о создании независимого союза евангельских христиан-баптистов.
1963 — под редакцией Г. К. Крючкова выходит первый номер журнала «Вестник спасения», отпечатанный гектографом («синькой»). В 1976 г. он изменил название на «Вестник истины» и под этим названием издается до сих пор.
1965 — к 1 января к Оргкомитету от ВСЕХБ отошли 283 церкви и группы с общим количеством членов 8686. В 1965 отделилось ещё 20 групп с общим количеством членов церкви 1329. Всего, по оценке религиоведа Л. Н. Митрохина, численность движения составляла 20-30 тысяч человек.
1965, сентябрь — избран постоянный руководящий орган — Совет церквей евангельских христиан-баптистов (СЦ ЕХБ).
Во второй половине 1960-х годах власти изменили свою политику и начали выборочно регистрировать общины, участвующие в движении СЦ ЕХБ, но в качестве «автономных». В результате регистрированные общины оказались в привилегированном положении перед нерегистрированными. Руководители СЦ ЕХБ (Г. К. Крючков и Г. П. Винс) вели переговоры со светскими властями о регистрации собственно СЦ в качестве централизованной религиозной организации, но получали неизменный отказ. При этом представители власти охотно шли на переговоры, поскольку они дискредитировали руководителей СЦ ЕХБ в глазах верующих. Убедившись, что положительного решения не будет, руководители движения возвели отказ от регистрации в один из принципов СЦ ЕХБ. Такое решение давало ряд преимуществ перед регистрированными общинами: церкви СЦ ЕХБ крестили новых членов без утверждения госуполномоченных и водили детей на богослужебные собрания (что в общинах ВСЕХБ, с оглядкой на атеистическое государство, не приветствовалось).
1966 — Совет церквей ЕХБ обратился с официальной просьбой разрешить отпечатать 10 тысяч Евангелий и 5 тысяч сборников духовных гимнов. Но власти даже не ответили на этот запрос. Нужда в религиозной литературе подтолкнула СЦ ЕХБ на создание собственной типографии и собственного издательства. Оно получило название издательство «Христианин». Печатный станок был изготовлен по чертежам верующих и ими собран. Печатниками тоже стали верующие, специально этому обучившиеся. Издательство «Христианин» вынуждено было скрывать имена своих работников и местонахождение типографии. В июне 1971 года только возникшее издательство «Христианин» обратилось к председателю Совета Министров СССР А. Н. Косыгину с уведомлением о начале деятельности издательства. В заявлении говорилось: Издательство «Христианин» — это добровольное общество верующих ЕХБ, объединившихся для издания и распространения религиозной литературы. Содержится издательство на добровольные пожертвования верующих, и поэтому распространяет литературу безвозмездно.
СЦ ЕХБ не был признан со стороны советских властных структур и его участники подвергались репрессиям, включавшим в себя осуждение к лишению свободы, применение административных арестов и штрафов, увольнение с работы. Имели место факты лишения родительских прав за воспитание детей в религиозном духе. Молитвенные собрания, проводимые нерегистрированными общинами, разгонялись, дома верующих, которые они предоставляли для проведения богослужений, конфисковались. Преследования начались с 1961 года и продолжались вплоть до конца 80-х гг., с особенным ужесточением с конца 70-х — начала 80-х гг. (В некоторых республиках бывшего Союза ССР преследования продолжаются до сих пор). Динамика арестов евангельских христиан-баптистов такова: за десятилетие с 1961 по 1970 гг. были арестованы 524 человека. В 1971 году было 48 арестов, в 1972 — 53, в 1973—1975 гг. — 70. На 1 января 1980 г. в заключении находилось 49 баптистов, к маю 1982 года их стало 158, что составило половину всех находившихся тогда в заключении «за веру». Правда, как отмечал Л. Н. Митрохин, что при всей жестокости преследований верующих в СССР, нередко члены СЦ ЕХБ сами провоцировали столкновения.
16 мая 1966 года около 600 участников движения провели демонстрацию в Москве на площади у здания ЦК КПСС. Перед этим баптистские общины из 130 городов СССР избрали 500 депутатов, чтобы передать генсеку Леониду Брежневу петицию с просьбой разрешить провести съезд и прекратить гонения на верующих. Петицию у них приняли, но во встрече с Брежневым отказали. Тогда было решено провести демонстрацию — около суток верующие стояли на площади и молились, пока силами армии и милиции их не разогнали, арестовав значительную часть. Большинство арестованных было отпущено на следующий день, другим дали по 15 суток ареста, как хулиганам. Однако вскоре начались новые аресты членов СЦ, которых подозревали в организации демонстрации. Руководители СЦ Геннадий Крючков и Георгий Винс получили по три года лишения свободы. Всего по этому делу было арестовано 240 человек.
С 1970-х годов активность Совета Церквей пошла на убыль. Тем не менее после распада СССР Союз церквей ЕХБ сохранил единство на постсоветском пространстве и впоследствии был переименован в Международный союз церквей ЕХБ, объединяющий евангельских христиан-баптистов стран СНГ, Прибалтики, а также в эмиграции (США, Канада).
С середины 1970-х в руководстве Совете Церквей сформировалась жесткая иерархия с элементами административно-командной системы и своеобразный «культ личности» Крючкова. Прежние лидеры, освободившиеся из заключения, отодвигались от принятия решений; характерный для евангельских христиан-баптистов принцип независимости церквей всё чаще попирался; начались «чистки» рядов от «диссидентов». Государственная регистрация церквей была объявлена греховным делом.
Вплоть до 1988 года СЦ ЕХБ действовал подпольно. Геннадий Крючков открыто выступил на съезде СЦ ЕХБ лишь в 1989 году в Ростове-на-Дону.

## Современность

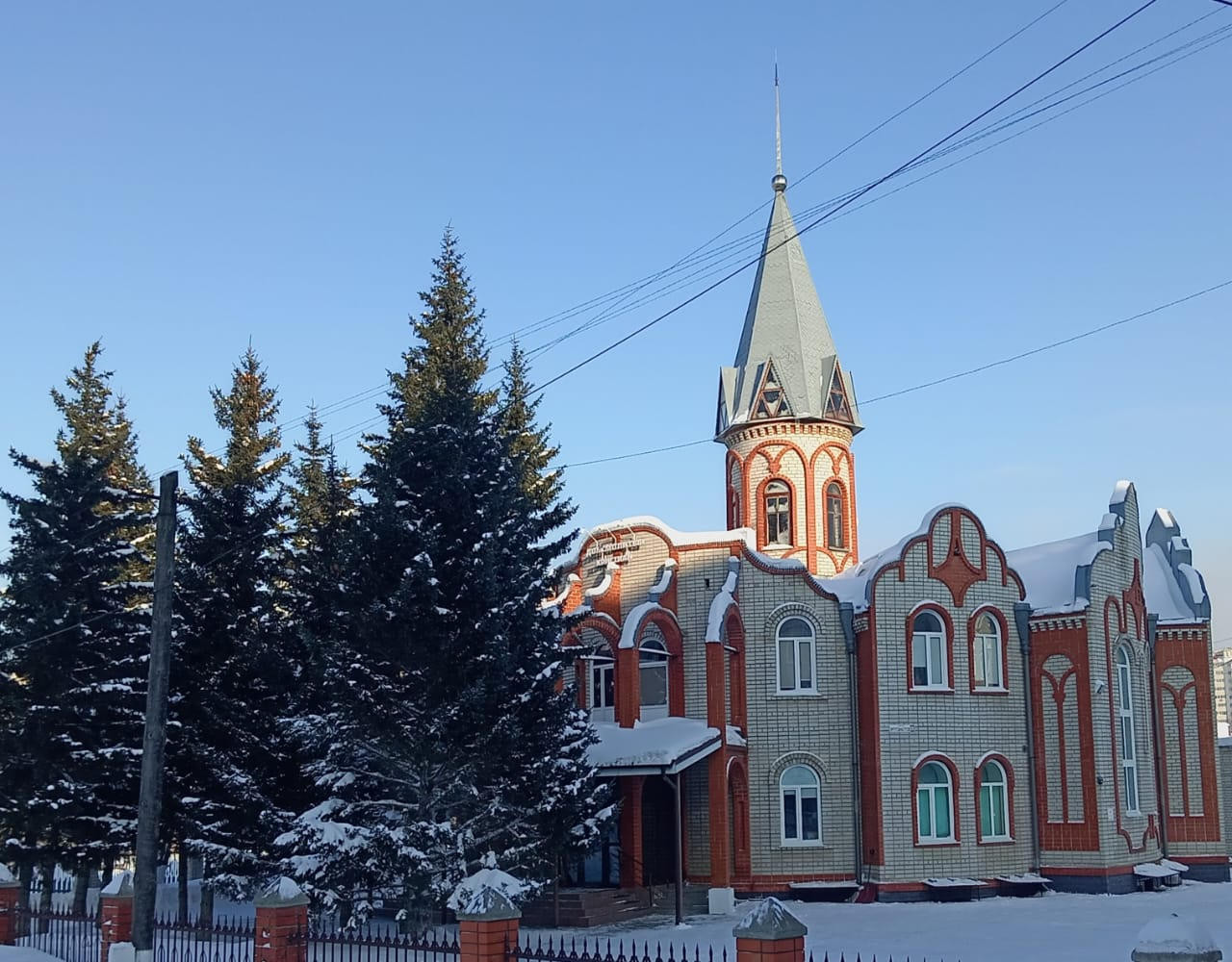
Дом молитвы церкви МСЦ ЕХБ в Барнауле

СЦ ЕХБ и после 1991 года сохранился в качестве чрезвычайно консервативного и изолированного движения. В 1990-е годы в общины СЦ ЕХБ стали приходить новообращенные в результате проповеди на улицах, в школах и больницах и раздачи бесплатных Библий и журналов СЦ ЕХБ в евангелизационных палатках. СЦ ЕХБ занимается миссионерской деятельностью в большинстве регионов России, появилась даже своя национальная миссия среди народов Крайнего Севера.
«Инициативники» испытывают недоверие и неприязнь к западным либеральным и модернистстким евангелическим миссионерам и  боятся посылать своих представителей учиться за рубеж. По их убеждению, западные протестанты связаны с развратной культурой. При этом «инициативники» сотрудничают с некоторыми консервативными западными организациями, в частности, с германской миссией Fridenstimme, которая приглашает их на свои конференции и снабжает литературой.
Общины МСЦ ЕХБ и сегодня не принимают государственную регистрацию. «Отличительной чертой последователей СЦ ЕХБ осталось и до сих пор неприятие всяких контактов с государством и вмешательства в какие-либо политические вопросы, потому что, по их мнению, это обязательно поставит верующих перед проблемой подчинения беззаконным, если не безбожным, требованиям государства», — утверждает религиовед Р. Н.Лункин.
15 июля 2007 года в городе Туле на 81-м году жизни, после перенесенного за полтора года до этого инфаркта скончался руководитель Международного союза церквей евангельских христиан-баптистов Геннадий Константинович Крючков.
В январе 2008 года Совет церквей назначил временно исполнять обязанности председателя Николая Степановича Антонюка, представлявшего Кавказское объединение МСЦ. 10 октября 2009 года он был избран председателем в ходе 6-го съезда МСЦ ЕХБ.

## Наименования
В литературе советского периода члены Совета церквей ЕХБ, не признаваемого государством в качестве легитимной баптистской организации, именовались «инициативники», «прокофьевцы», «отделенцы», «откольники», «сторонники т. н. Совета церквей ЕХБ», «баптисты-раскольники». Баптисты ВСЕХБ и автономных общин неофициально также называли их «отделёнными» или «нерегистрированными». Это расхожее наименование сохраняется за церквями, входящими в МСЦ ЕХБ, и в настоящее время.

## Духовная литература
Мерилом по всем вопросам церковного и семейного устройства, а также личной жизни является Священное Писание — каноническая Библия, включающая 66 книг Ветхого и Нового Завета. Неканонические книги (включённые в православные издания Библии) как авторитетный источник не используются и таковым не считаются.

### Вероучительные документы МСЦ ЕХБ
- Материал «Об освящении» — духовный сборник 1960-х годов для церковного использования, состоящий из трёх основных частей. В первой части раскрывается цель и смысл освящения (освящение состоит из трёх этапов покаяние-очищение-посвящение), во второй — порядок совершения освящения, в третьей — разъяснение о грехах со ссылками из Библии.
- «Вероучение евангельских христиан-баптистов». Принято общебратским съездом Союза церквей евангельских христиан-баптистов 9 октября 1997 года.
- «Устав МСЦ ЕХБ». Пересмотрен на съезде представителей церквей МСЦ ЕХБ 10-11 октября 2001 года, 5-6 октября 2005 года внесены дополнения в параграфы 3,35,37.[14]

### Периодические издания

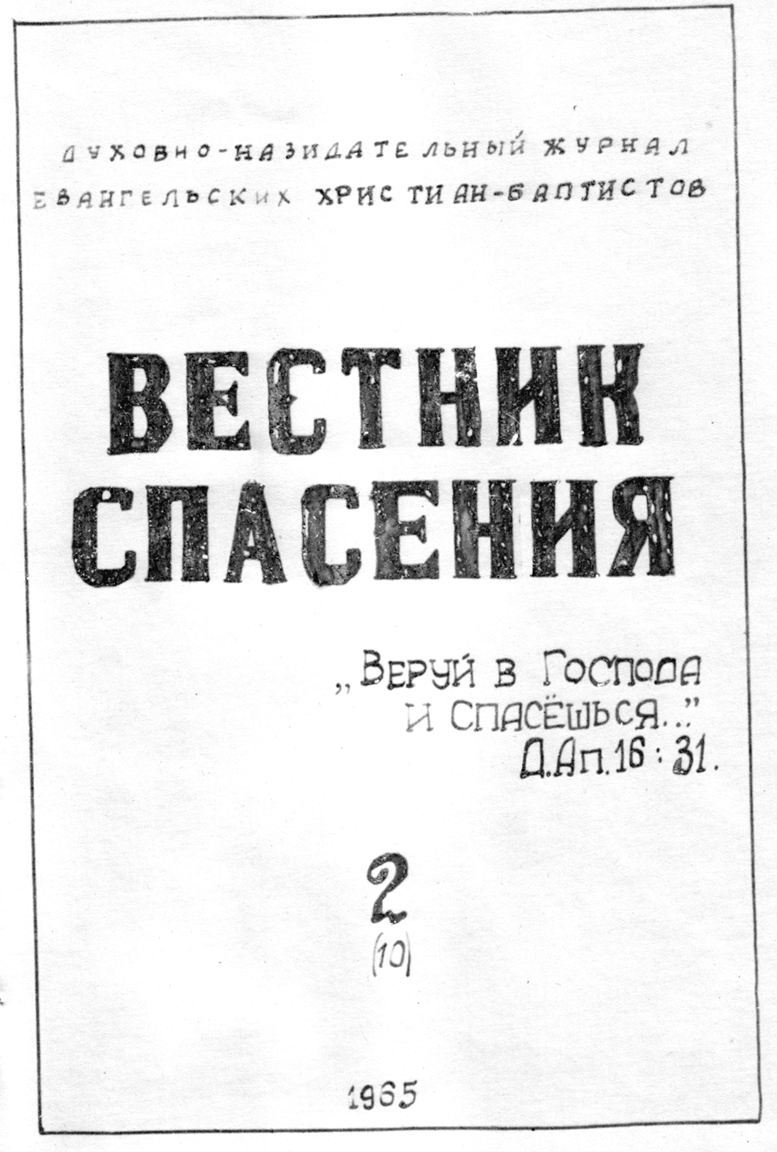
Обложка журнала «Вестник спасения», 1965 год. Первые номера изготавливались рукописным способом и печатались на гектографе. В церквях номера журнала нередко переписывались от руки. Журнал выходит до настоящего времени под названием «Вестник истины»

- Журнал «Вестник истины» (6 номеров в год и одно приложение для ищущих Бога).
- «Братский листок» (как правило, 6 выпусков в год или по мере необходимости), информативное издание для поместных церквей, содержащее праздничные приветствия, отчёты съездов.
- «Срочные сообщения отдела заступничества МСЦ ЕХБ»: периодически по мере необходимости отдел заступничества МСЦ ЕХБ издает срочные сообщения о гонимых в различных странах.
- Детский журнал «Светильник» МСЦ ЕХБ: В детском христианском журнале «Светильник» издательства «Христианин» печатаются детские рассказы, песни, стихи и многое другое, «указывая нашим детям путь к Господу Иисусу, вечному источнику любви и света».

### Сборники песен
- Песнь возрождения: Сборник духовных песен евангельских христиан-баптистов. / Музыкально-хоровой отдел МСЦ ЕХБ. — Издание второе, переработанное и дополненное — Христианин, 2002. — 542 с. — 800 песен — Стандартный сборник общего пения. Представляет собой значительно переработанный сборник первой редакции 1978 года, ранее считавшийся стандартным. Сборники редакции 1978 года вышли из употребления в богослужении.
- Юность Иисусу: Сборник духовных песен для молодёжи / Музыкально-хоровой отдел СЦ ЕХБ — Христианин, 1992. — 489 с. — 300 песен.
- Утро жизни: Сборник христианских песен для детей / Музыкально-хоровой отдел МСЦ ЕХБ — Христианин, 2003. — 259 с. — 200 песен.
- Тебе пою, о мой Спаситель:Сборник духовных песен для молодёжи/ Музыкально-хоровой отдел МСЦ ЕХБ — Воронеж,2003-2013.-240 с. — 210 песен.

### Отдельные книги
- «Только Христос!». Духовно-назидательные статьи, проповеди, выступления Г. К. Крючкова
- «Подражайте вере их» Книга «Подражайте вере их, 40 лет пробужденному братству». Издание СЦ ЕХБ, 2001.
- «Церковь должна оставаться Церковью» Исторические материалы, архивные документы, «потерянные десятилетия» 1917—1937 гг.
- «По пути возрождения» Слово на юбилей председателя Совета церквей ЕХБ Г. К. Крючкова, 1989 г.
- Материал «Дом Божий и служение в нём» — сборник Н. П. Храпова 1972-74 гг. Руководство по внутреннему устройству общин, проведению праздников, свадеб и похорон, а также церковной дисциплине.

## Состав МСЦ ЕХБ
В союз входят 
2 571 церкви и группы верующих, около 75 000 членов церкви и 50 000 детей.

### Территориальная структура
МСЦ ЕХБ состоит из 17 объединений:
- Северного,
- Московско-Приволжского,
- Курско-Рязанского,
- Ростовско-Донецкого,
- Уральского,
- Сибирского,
- Среднеазиатского,
- Кавказского,
- Молдавского,
- Закарпатского,
- Белорусского,
- Киевского,
- Харьковского,
- Одесского,
- Западноукраинского,
- Американского.
- Европейского.

### Члены и сотрудники Международного совета церквей ЕХБ
В состав Международного совета церквей ЕХБ входят 25 членов Совета и 15 его сотрудников, которые несут ответственность за деятельность братства в межсъездный период.